# Championnats d'Europe de badminton 1990
Navigation
Kristiansand 1988 Glasgow 1992
Les championnats d'Europe de badminton 1990, douzième édition des championnats d'Europe de badminton, ont lieu du 8 au 14 avril 1990 à Moscou, en Union soviétique.

## Médaillés
| Épreuve       | Or                                     | Argent                               | Bronze                                |
| ------------- | -------------------------------------- | ------------------------------------ | ------------------------------------- |
| Simple hommes | Steve Baddeley                         | Darren Hall                          | Steve Butler                          |
| Simple hommes | Steve Baddeley                         | Darren Hall                          | Poul-Erik Høyer Larsen                |
| Simple dames  | Pernille Nedergaard                    | Fiona Smith                          | Helen Troke                           |
| Simple dames  | Pernille Nedergaard                    | Fiona Smith                          | Christine Magnusson                   |
| Double hommes | Jan Paulsen / Henrik Svarrer           | Max Gandrup / Thomas Lund            | Mikael Rosen / Peter Axelsson         |
| Double hommes | Jan Paulsen / Henrik Svarrer           | Max Gandrup / Thomas Lund            | Pierre Pellupessy / Alex Meijer       |
| Double dames  | Dorte Kjær / Nettie Nielsen            | Eline Coene / Erica van Dijck        | Gillian Gowers / Gillian Clark        |
| Double dames  | Dorte Kjær / Nettie Nielsen            | Eline Coene / Erica van Dijck        | Maria Bengtsson / Christine Magnusson |
| Double mixte  | Jon Holst Christensen / Grete Mogensen | Jan Eric Antonsson / Maria Bengtsson | Jan Paulsen / Gillian Gowers          |
| Double mixte  | Jon Holst Christensen / Grete Mogensen | Jan Eric Antonsson / Maria Bengtsson | Jesper Knudsen / Nettie Nielsen       |
| Par équipes   | Danemark                               | Suède                                | Angleterre                            |

## Tableau des médailles
| Rang | Pays       | Médaille d'or | Médaille d'argent | Médaille de bronze | Total |
| ---- | ---------- | ------------- | ----------------- | ------------------ | ----- |
| 1    | Danemark   | 5             | 1                 | 3                  | 9     |
| 2    | Angleterre | 1             | 2                 | 4                  | 7     |
| 3    | Suède      | 0             | 2                 | 3                  | 5     |
| 4    | Pays-Bas   | 0             | 1                 | 1                  | 2     |